# Emissione spontanea
L'emissione spontanea, o decadimento radiativo, o luminescenza è un processo in cui un atomo, una molecola, un nanocristallo o un nucleo compie una transizione da uno stato eccitato verso uno ad energia inferiore, o stato fondamentale, emettendo un fotone. L'emissione spontanea di luce è un processo alla base di molti fenomeni in natura, come la fluorescenza e la fosforescenza, e di numerose applicazioni, come i tubi a fluorescenza, gli schermi CRT, gli schermi al plasma, i laser e i diodi emettitori di luce.

## Introduzione
Se una sorgente luminosa (un atomo per esempio) è in uno stato eccitato con energia {\displaystyle E_{2}}, può decadere spontaneamente allo stato fondamentale, di energia {\displaystyle E_{1}}, rilasciando la differenza in energia tra i due stati sotto forma di fotone. Il fotone avrà frequenza {\displaystyle \omega } e energia {\displaystyle \hbar \omega }:
{\displaystyle E_{2}-E_{1}=\hbar \omega },
dove {\displaystyle \hbar } è la costante di Planck ridotta (denominata alternativamente costante di Dirac). La fase del fotone nell'emissione spontanea è assolutamente casuale, così come la direzione di propagazione del fotone, al contrario della emissione stimolata.
Se il numero di sorgenti luminose nello stato eccitato è {\displaystyle N}, il tasso di decadimento radiativo di {\displaystyle N} è:
{\displaystyle {\frac {\partial N(t)}{\partial t}}=-A_{21}N(t)},
dove {\displaystyle A_{21}} è il livello di emissione spontanea. Nella equazione di rate {\displaystyle A_{21}} è una costante di proporzionalità per una particolare transizione con una particolare sorgente luminosa; questa costante prende il nome di coefficiente A di Einstein, e ha come unità di misura {\displaystyle s^{-1}}. 
L'equazione qui sopra può essere risolta dando come risultato
{\displaystyle N(t)=N(0)e^{-A_{21}t}=N(0)e^{-\Gamma _{rad}t}},
dove {\displaystyle N(0)} è il numero iniziale di sorgenti luminose nello stato eccitato, {\displaystyle t} è il tempo e {\displaystyle \Gamma _{rad}} è la probabilità di decadimento radiativo della transizione. Il numero di stati eccitati {\displaystyle N}
decade esponenzialmente nel tempo, in maniera simile a decadimento radioattivo. Dopo un tempo di vita, il numero di stati eccitati decade al 36,8% del suo valore originale ({\displaystyle {\frac {1}{e}}}-time). La rate di decadimento radiativo {\displaystyle \Gamma _{rad}} è inversamente proporzionale al tempo di vita medio {\displaystyle \tau _{12}}: {\displaystyle A_{21}=\Gamma _{12}={\frac {1}{\tau _{21}}}}.

## Teoria
La meccanica quantistica, usando la teoria di prima quantizzazione, proibisce esplicitamente le transizioni spontanee. Per poter spiegare le transizioni spontanee, dobbiamo lavorare con la meccanica quantistica estesa alla teoria di seconda quantizzazione, così che il campo elettromagnetico sia quantizzato in ogni punto dello spazio. Questa teoria è nota come teoria quantistica dei campi, in particolare la teoria quantistica del campo elettromagnetico è nota con il nome di elettrodinamica quantistica.
Nella QED, il campo magnetico possiede uno stato fondamentale, lo stato di vuoto, il quale può mescolarsi con uno stato stazionario eccitato dell'atomo. Come risultato di questa interazione, lo "stato stazionario" dell'atomo non è più autostato del sistema combinato atomo più campo elettromagnetico. In particolare, la transizione elettronica dallo stato eccitato allo stato fondamentale elettronico si mescola con la transizione del campo elettromagnetico dallo stato fondamentale a quello eccitato, ovvero un campo con un fotone. L'emissione spontanea nello spazio libero dipende dalle fluttuazioni di vuoto.
Anche se avviene una sola transizione elettronica dallo stato eccitato a quello fondamentale, vi sono molte maniere in cui il campo elettromagnetico può passare dallo stato fondamentale a quello ad un fotone. Difatti un campo elettromagnetico possiede infinitamente più gradi di libertà, corrispondenti alle direzioni in cui il fotone può essere emesso. In egual maniera, si può asserire che lo spazio delle fasi fornito dal campo elettromagnetico è infinitamente più vasto rispetto a quello fornito da un atomo. Poiché bisogna considerare le probabilità che occupi tutto lo spazio delle fasi in maniera uguale, il sistema atomo più campo elettromagnetico deve effettuare una transizione dalla eccitazione elettronica a quella fotonica; l'atomo deve decadere per emissione spontanea. Il tempo il cui la luce resta nello stato eccitato dipende dalla sorgente luminosa stessa come dall'ambiente.

### Annotazioni
1. ↑  da non confondere con il decadimento radioattivo